# Cantó de Combs-la-Ville
El cantó de Combs-la-Ville és una divisió administrativa francesa del departament del Sena i Marne, situat al districte de Melun i al districte de Torcy. Des del 2015 té 5 municipis i el cap és Combs-la-Ville.

## Municipis
- Brie-Comte-Robert
- Combs-la-Ville
- Lieusaint
- Moissy-Cramayel
- Réau

## Història
| Data d'elecció                           | Identitat    | Partit           | Qualitat |
| ---------------------------------------- | ------------ | ---------------- | -------- |
| 1992-1998                                | Guy Geoffroy | RPR, després UMP |          |
| 1998-2015                                | Didier Turba | PS               |          |
| les dades anteriors no són pas conegudes |              |                  |          |
|                                          |              |                  |          |

## Demografia
| A partir de 1990: Població sense dobles comptes |